# Леонтий Ростовский
В Ростове был в период 1172—1185 годов ещё один епископ Леонтий.
Лео́нтий Росто́вский (умер не позже 1077) — епископ Ростовский и Суздальский. Почитается Русской православной церковью в лике святителей, память совершается 23 мая (по юлианскому календарю).

## Происхождение и ранние годы
Святой Симон, епископ Владимирский и Суздальский, в послании к Киево-Печерскому архимандриту Акиндину, приложенном к Печерскому патерику, перечисляя постриженников Киево-Печерского монастыря и именуя в числе их святителя Леонтия, называет его третьим «гражданином русского мира». Житие же этого святителя, сохранившееся в многочисленных списках, сообщает, что он был грек, уроженец Константинополя. Митрополит Макарий, примиряя эти противоречия, допускает, что Леонтий мог быть греком, пришедшим впоследствии в Россию. Василий Ключевский стоит за русское происхождение Леонтия. Служба сему святителю, сохранившаяся в списках XIII—XVI веков и составленная епископом Ростовским Иоанном, занимавшим Ростовскую кафедру в 1190—1214 годах, современником и близким знакомым епископа Симона Владимирского, утверждает, согласно с житием, греческое происхождение святого Леонтия: «от царского града, якоже солнце, граду Ростову воссиял еси», в то же время говорит: «ты из млада Христа возлюбил еси, кумир возглумився и мерзких идослужений, храм себе освятил еси» (стихира на хвалитех), и тем самым указывает на русское происхождение его. В списках жития 4-й редакции и в прологе о святителе Леонтии сказано: «Российский и греческий язык добре разумеяше, книгам же российским и греческим вельми хитрословесен и сказатель от юности бысть».
Крещён ещё во младенчестве («освящен от пелен, от младых ногтей»), затем, согласно распоряжению князя Владимира или Ярослава, взят «в научение книжное» («книгам российским сказатель от юности бысть»), с целью возведения со временем в духовный сан («тя бо Бог прежде избра от юности, отче, пастыря овец словесных, тем преподобных лик тя восприят»).
Благодаря школьному воспитанию и книжному научению, святитель Леонтий с молодых лет почувствовал влечение к иноческой жизни и для дальнейшего изучения послан был или добровольно отправился в Константинополь, где, возможно, и был пострижен в монашество. По возвращении из Константинополя он пришёл в Печерскую обитель к преподобному Антонию, что было не ранее 1032 года, откуда лицами, стоявшими во главе тогдашнего правления, был призван на кафедру Ростовскую как русский образованный монах и рукоположён во епископа, «как первый престольник» из иноков печерских, прежде 1051 года, когда возведён был в сан митрополита Киевского второй престольник и постриженник Киево-Печерского монастыря — Иларион.

## Ростовский епископ
В Ростове святитель Леонтий оказался одиноким борцом за христианскую веру, так как Ростов, по смерти князя Бориса Владимировича, долго не имел собственных князей, и хотя в 1054 году, по смерти Ярослава Мудрого, через три года по прибытии Леонтия в Ростов, последний достался в удел сыну Ярослава Всеволоду, но Всеволод жил во всё время княжения в Переяславле Русском или в самом Киеве, сын же его Владимир Мономах молодые годы провёл в военных делах или около своего отца. Правда, первым епископом Ростовским Феодором была построена дубовая, «дивная и великая», по словам летописи, в Ростове соборная церковь во имя Успения Богоматери ещё во времена святого Владимира, в 991 году, и при ней учреждён клир церковный, но христиан было мало, да и сам святитель Феодор, а равно его преемник Иларион с позором изгнаны были из города.
Встреченный неприязненно старейшинами города Ростова, Леонтий поселился при соборном храме и прежде всего занялся просвещением клира. Памятником этой просветительной деятельности святителя Леонтия служит дошедшее до нас и приписываемое ему в двух рукописях «Поучение и наказание к попом о всем, как подобает дети свои духовные учити и эпитимья им давати, по заповедем и по правилом святых отец». Это поучение не имеет сходства с другими, носящими такие же названия. В нём говорится о важности священства, о покаянии, об епитимии, о крещении, воскресении мёртвых и о единобожии. Впрочем, профессор Николай Никольский говорит, что в большинстве списков это поучение приписывается митрополиту Кириллу (до 1280 года). Святой Леонтий так любил организованный и духовно и нравственно просвещённый им церковный клир, что унёс с собою в могилу свиток с именами поставленных им клириков: по открытии мощей «видеша великого Леонтья… свиток держаща в руце свои, в нём же бяху написаны и прозвитеры и диаконы, их же бе поставил рукою своею».
Одновременно с «наказанием» клириков, Леонтий подвизался в проповеди христианских истин ростовским насельникам — язычникам из многолюдного племени мери. По свидетельству жития, он хорошо знал и русский язык, и «мерьский» – то есть мерянский. Но открытая проповедь его встретила сначала глухое сопротивление, а затем и открытое восстание их: несколько раз с бесчестием прогоняли они его от себя и, наконец, совсем изгнали его из города. Тогда он поселился за городом близ небольшого ручья Брутовщицы, где и построил небольшую деревянную церковь во имя святого архистратига Михаила. Подвизаясь здесь в посте и молитвах, он сеял семена Христовой веры в сердцах отроков ростовских, которых для этой цели зазывал к себе и кормил пшеницею, сваренною с мёдом. С течением времени святитель Леонтий снова поселился в городе и с ревностью проповедовал слово Божие и крестил многих отроков и взрослых людей.
Успех миссионерской деятельности святителя Леонтия ожесточил сердца ростовских жителей языческой веры, и они решили убить его. Однажды с оружием в руках они подступили к соборной церкви и требовали, чтобы святитель вышел к ним. «Испугались священники и диаконы соборные и стали умолять архипастыря своего, чтобы он не выходил и тайно скрылся от идолослужителей, готовых умертвить его». Но он, надев архиерейское облачение, вместе со священниками и диаконами, облачившимися, по его приказанию, в священные одежды, вышел из храма к народу. Поражённые мужеством святителя и светом небесным, исходившим от его лица, язычники попадали на землю, пришли в телесное расслабление и как мёртвые лежали на земле у ног святителя. Помолившись ко Господу, он восставил их и исцелил; по увещанию его, они приняли его веру и крестились, и с того времени церковь в Ростове стала расти. «Тогда начал отходить мрак идольский, и воссиял свет благоверия», — говорится в древнем похвальном слове святителю Леонтию.

## Смерть, мощи
О кончине святителя Леонтия сведения разноречивы: по одним — он скончался в мире, по другим — был убит толпою язычников; одни относят кончину его к 1070 году, другие полагают, что он убит в 1073-м. Евгений Голубинский указывает, что он скончался около 1077 года. Во всяком случае, все списки жития, указываемые митрополитом Макарием, согласно с первою и второю редакциями послания святителя Симона, повествуют о мирной кончине святителя Леонтия. И епископ Ростовский Иоанн в каноне святителю прославляет святителя Леонтия как преблаженного и преподобного, но не как мученика. Да и в службе сему святителю, составленной одновременно с каноном и, всего вероятнее, тем же епископом Иоанном, ясно говорится о мирной кончине его: «не дал еси сна очима твоима, ни веждома твоима дремания, дондеже уснул еси сном общим» (стихира на «Господи воззвах» на Великой вечерне).
С другой стороны, епископ Владимирский и Суздальский Симон в новой биографической версии в послании к черноризцу печерскому Поликарпу пишет о Леонтии следующее: «Леонтий, епископ ростовский, великий святитель, которого Бог прославил нетлением, он был первопрестольник; его, после многих мучений, убили неверные,— это третий гражданин русского мира с теми двумя варягами увенчанный от Христа, ради которого пострадал». Если до этой новой версии Леонтий считался отдельным крестителем Ростовской земли (то есть всей Северо-Восточной Руси), то после появления новой церковной идеологии о князе Владимире как крестителе всей Руси, его пришлось перевести из крестителей в «мученики».
Святое тело равноапостольного святителя Леонтия погребено было в соборном Успенском храме города Ростова, а обретено нетленным в 1162 году при копании рвов под стены новозаложенного великим князем Андреем Боголюбским каменного соборного храма на месте сгоревшей в 1160 году дубовой соборной Успенской церкви и тогда же положено в присланном тем же князем каменном гробе в устроенном в честь его небольшом приделе с южной стороны алтаря соборного храма. Ростовский епископ Иоанн I установил празднование святителю в день обретения мощей его — 23 мая и написал канон, помещённый в служебной (майской) Минее.
Но своды соборной церкви, воздвигнутые малоискусными зодчими, вскоре обрушились, и мощи святителя Леонтия перенесены были в церковь Иоанна Богослова (которая с того времени заменила Ростову соборную церковь) и пребывали в ней до 1231 года; 25 февраля 1231 года они снова были перенесены во вновь отстроенный храм во имя Успения Богоматери и поставлены в приделе, посвящённом имени святителя. В 1609 году поляки и литовцы, опустошившие Ростов, похитили золотую раку святителя и драгоценную икону его, и с тех пор мощи святителя Леонтия почивают под спудом, а на месте их покоя находится рака с его надгробною иконою. В 1800 году усердием ростовских граждан рака святителю была устроена серебряная, украшенная бронзовым изящным золочёным балдахином. Во время реставрации Ростовского Успенского собора в 1884 году «Господь благоволил отчасти открыть место подземного покоя ростовского чудотворца: под полом (в подземельи) нынешнего придела во имя св. Леонтия открыт был древний придел в честь сего святителя, в котором на южной стороне находится ниша, украшенная древними фресками с изображениями святителя Леонтия, преставления и обретения мощей его; рядом со стенным изображением св. Леонтия, почти вровень с кирпичным полом придела, прямо под существующею ныне серебряною ракою св. Леонтия, открыта была замурованная из белого камня гробница, в коей, полагают, и покоятся честные мощи св. Леонтия».
20 декабря 2019 года над мощами святителя была установлена рака, изготовленная нижегородскими мастерами. Басма раки изготовлена из тонких серебряных пластин, в некоторых местах оклад покрыт позолотой.

## Отражение в культуре
В былине «Алёша Попович и Тугарин Змей» отцом богатыря называет ростовского попа Леонтия, из-за чего св. Леонтия Ростовского в местных преданиях отождествляли с отцом былинного героя.